# Corrado III Trinci
Corrado III Trinci, figlio di Ugolino (... – Soriano nel Cimino, 14 giugno 1441), è stato un condottiero italiano, signore di Foligno dal 1421 all'8 settembre 1439.

## Biografia
Nemico dei papi, lottò contro la chiesa depredando i monasteri. Contro di lui mosse Francesco Sforza per privarlo della città di Foligno. Corrado si difese, ma dovette venire a patti; fu riconfermato nel vicariato di Foligno e di Nocera e nominato condottiero di Martino V, e fu inviato alla conquista di Perugia, contro Oddo Fortebraccio. Celatamente continuò però a favorire i nemici della chiesa e nel 1428 riprese le armi.
Nel 1434 lottò contro Coccorone (l'odierna Montefalco), che gli si era ribellata e riuscì ad occuparla. Contro di lui mosse ancora Francesco Sforza, inviando il fratello a combatterlo, ma questi fu battuto.
Nel 1435 Corrado dovette sottomettersi al papa, che nel 1438 gli confermò Montefalco. Nello stesso anno favorì la ribellione di Pirro Tomacelli, signore di Spoleto e la città fu saccheggiata.
Incorso nell'ira di papa Eugenio IV a causa di una strage commessa per motivi personali, ebbe contro di sé il cardinale Vitelleschi, inviato dal papa a distruggere la famiglia Trinci. Assediato in Foligno si difese, ma la cittadinanza tramò contro di lui, a causa della suddetta strage, e nel 1439 aprì le porte al cardinale. Vistosi perduto, tentò di fuggire, ma fatto prigioniero e condotto prima a Spoleto, poi nel castello di Soriano presso Viterbo, ove il 14 giugno 1441 morì strangolato insieme ai suoi due figli.
Fu il quarto Corrado della famiglia Trinci. Il primo era stato podestà nel 1288, il secondo e il terzo signori di Foligno rispettivamente tra il 1338 e il 1343 e tra il 1377 e il 1386.

## Discendenza
Corrado sposò in prime nozze Armellina Casali di Cortona e in seconde nozze Tanza Orsini. Ebbe nove figli:
- Rinaldo (?-1452), vescovo non riconosciuto di Foligno
- Contessa, sposò Liberio Bonarelli di Ancona
- Faustina, sposò nel 1415 Gianandrea Colonna
- Morsabilia (?-1485), sposò Leone Sforza, figlio illegittimo del condottiero Muzio Attendolo Sforza e di Lucia Terzani[2]
- Ugone (?-1439), condottiero
- Cesare (?-1439)
- Ugolino (?-1441), cavaliere, fu strangolato assieme al padre
- Niccolò (?-1441), cavaliere, fu strangolato assieme al padre. Sposò Ippolita Baglioni di Spello
- Francesco (?-1439), sposò Giovanna Monaldeschi

## Ascendenza
|                                          |                                   |                                         | Genitori                                               |  |  | Nonni |  |  | Bisnonni                              |  |  | Trisnonni                        |  |
|                                          |                                   |                                         |                                                        |  |  |       |  |  | Ugolino II Trinci, signore di Foligno |  |  | Nallo Trinci, signore di Foligno |  |
|                                          |                                   |                                         |                                                        |  |  |       |  |  | Ugolino II Trinci, signore di Foligno |  |  | Nallo Trinci, signore di Foligno |  |
|                                          |                                   | Chiara Gabrielli                        |                                                        |  |  |       |  |  | Ugolino II Trinci, signore di Foligno |  |  |                                  |  |
| Trincia Trinci, signore di Foligno       |                                   |                                         |                                                        |  |  |       |  |  | Ugolino II Trinci, signore di Foligno |  |  |                                  |  |
|                                          |                                   | Vittoria Montemarte                     | Petruccio Montemarte, conte di Corbara                 |  |  |       |  |  |                                       |  |  |                                  |  |
|                                          |                                   | Vittoria Montemarte                     | Petruccio Montemarte, conte di Corbara                 |  |  |       |  |  |                                       |  |  |                                  |  |
|                                          |                                   | Vittoria Montemarte                     | Giovanna d'Alviano                                     |  |  |       |  |  |                                       |  |  |                                  |  |
| Ugolino III Trinci, signore di Foligno   |                                   | Vittoria Montemarte                     |                                                        |  |  |       |  |  |                                       |  |  |                                  |  |
|                                          |                                   | Nicolò I d'Este, marchese di Ferrara    | Aldobrandino II d'Este, marchese di Ferrara            |  |  |       |  |  |                                       |  |  |                                  |  |
|                                          |                                   | Nicolò I d'Este, marchese di Ferrara    | Aldobrandino II d'Este, marchese di Ferrara            |  |  |       |  |  |                                       |  |  |                                  |  |
|                                          |                                   | Nicolò I d'Este, marchese di Ferrara    | Alda Rangoni                                           |  |  |       |  |  |                                       |  |  |                                  |  |
| Giacoma d'Este                           |                                   | Nicolò I d'Este, marchese di Ferrara    |                                                        |  |  |       |  |  |                                       |  |  |                                  |  |
|                                          |                                   | Beatrice Gonzaga                        | Guido Gonzaga, signore di Mantova                      |  |  |       |  |  |                                       |  |  |                                  |  |
|                                          |                                   | Beatrice Gonzaga                        | Guido Gonzaga, signore di Mantova                      |  |  |       |  |  |                                       |  |  |                                  |  |
|                                          |                                   | Beatrice Gonzaga                        | Agnese Pico                                            |  |  |       |  |  |                                       |  |  |                                  |  |
| Corrado III Trinci, signore di Foligno   |                                   | Beatrice Gonzaga                        |                                                        |  |  |       |  |  |                                       |  |  |                                  |  |
|                                          | Guido Orsini, conte di Pitigliano | Romano Orsini, conte di Nola            |                                                        |  |  |       |  |  |                                       |  |  |                                  |  |
|                                          | Guido Orsini, conte di Pitigliano | Romano Orsini, conte di Nola            |                                                        |  |  |       |  |  |                                       |  |  |                                  |  |
|                                          | Guido Orsini, conte di Pitigliano | Anastasia di Montfort                   |                                                        |  |  |       |  |  |                                       |  |  |                                  |  |
| Aldobrandino Orsini, conte di Pitigliano | Guido Orsini, conte di Pitigliano |                                         |                                                        |  |  |       |  |  |                                       |  |  |                                  |  |
|                                          |                                   | Agostina della Gherardesca              | Gherardo della Gherardesca, conte di Donoratico        |  |  |       |  |  |                                       |  |  |                                  |  |
|                                          |                                   | Agostina della Gherardesca              | Gherardo della Gherardesca, conte di Donoratico        |  |  |       |  |  |                                       |  |  |                                  |  |
|                                          |                                   | Agostina della Gherardesca              | Adelasia                                               |  |  |       |  |  |                                       |  |  |                                  |  |
| Costanza Orsini                          |                                   | Agostina della Gherardesca              |                                                        |  |  |       |  |  |                                       |  |  |                                  |  |
|                                          |                                   | Benedetto Caetani, marchese de la Marca | Pietro II Caetani, conte di Caserta                    |  |  |       |  |  |                                       |  |  |                                  |  |
|                                          |                                   | Benedetto Caetani, marchese de la Marca | Pietro II Caetani, conte di Caserta                    |  |  |       |  |  |                                       |  |  |                                  |  |
|                                          |                                   | Benedetto Caetani, marchese de la Marca | Giovanna da Ceccano                                    |  |  |       |  |  |                                       |  |  |                                  |  |
| Marsobilia Caetani                       |                                   | Benedetto Caetani, marchese de la Marca |                                                        |  |  |       |  |  |                                       |  |  |                                  |  |
|                                          |                                   | Giovanna Orsini                         | Francesco Orsini, signore di Poggio Corese e Comunanza |  |  |       |  |  |                                       |  |  |                                  |  |
|                                          |                                   | Giovanna Orsini                         | Francesco Orsini, signore di Poggio Corese e Comunanza |  |  |       |  |  |                                       |  |  |                                  |  |
|                                          |                                   | Giovanna Orsini                         | Angela                                                 |  |  |       |  |  |                                       |  |  |                                  |  |
|                                          |                                   | Giovanna Orsini                         |                                                        |  |  |       |  |  |                                       |  |  |                                  |  |